# せせらぎの小路

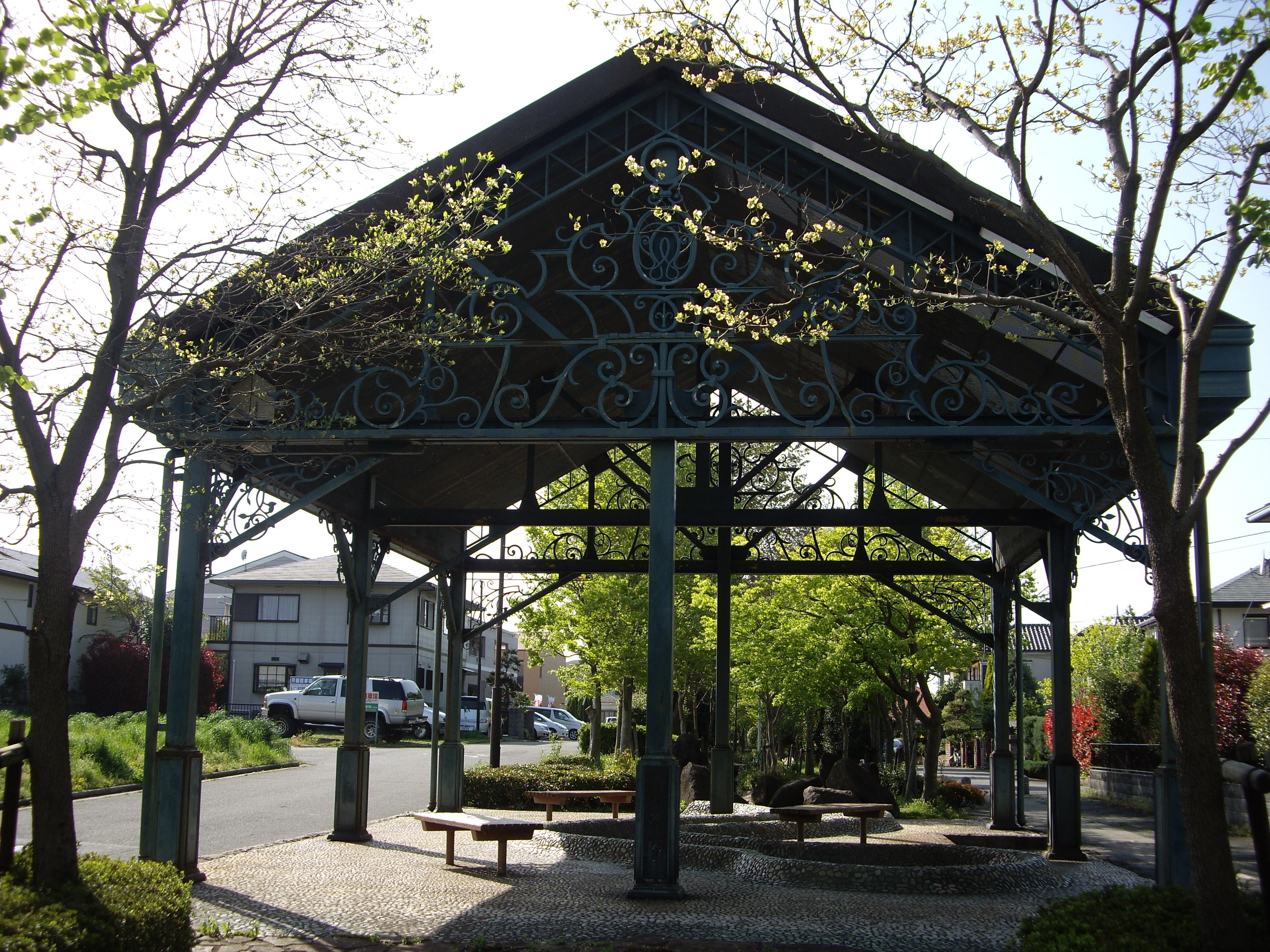
燦々亭（起点）

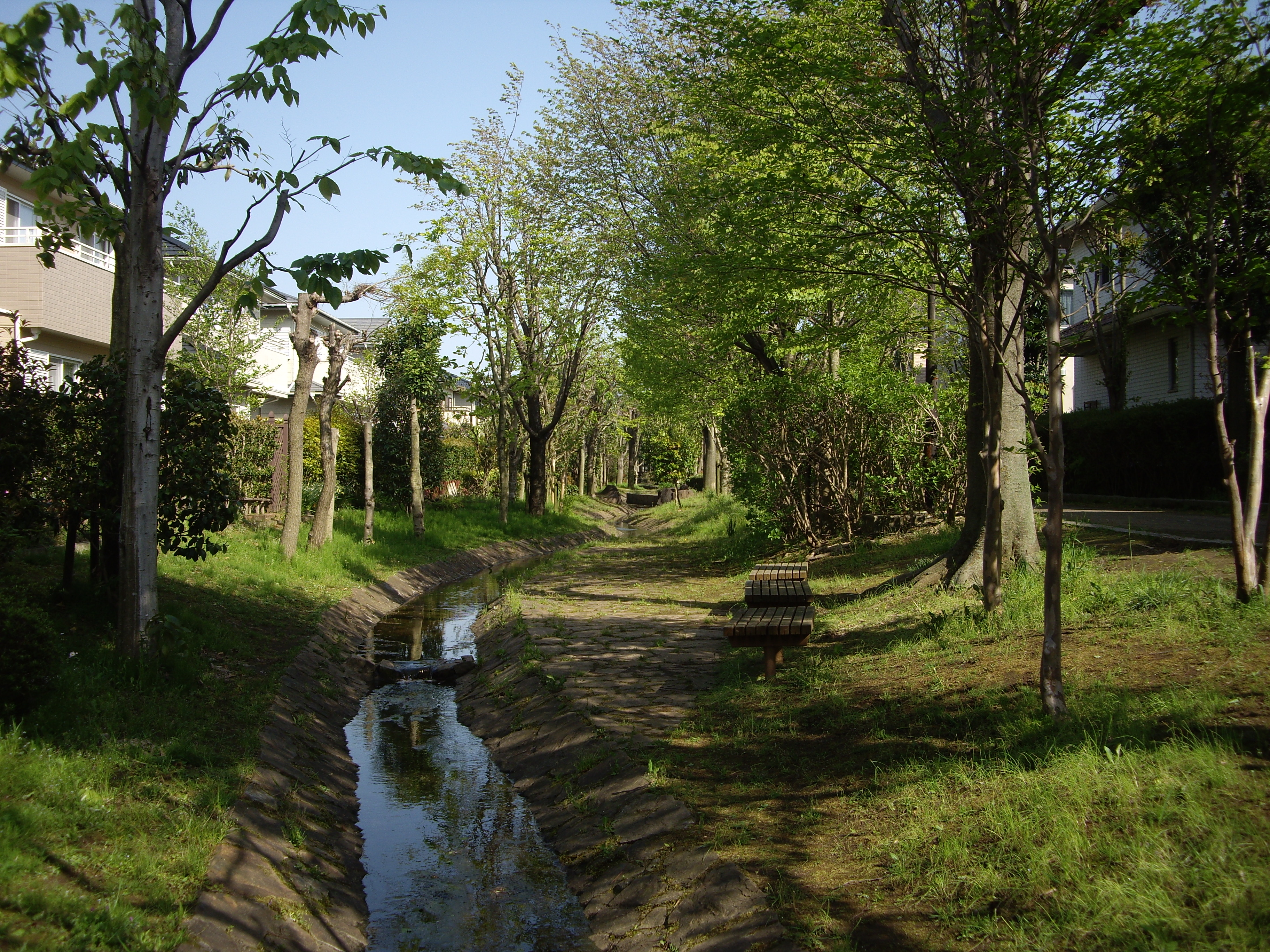
小川

せせらぎの小路（せせらぎのこみち / Seseraginokomichi Ave.）は、茨城県守谷市の常総ニュータウン北守谷地区とつくばみらい市の常総ニュータウン絹の台地区の境にある遊歩道である。

## 概要
常総ニュータウン北守谷地区と絹の台地区の境にある遊歩道である。それぞれの境には小川が流れ、北守谷地区（守谷市）側に遊歩道が設置されている。小川はソーラーパワーでくみ上げられた地下水で、遊歩道は常総ふれあい道路との交点までとなっているが、小川の水はせせらぎの小路の終点の約150m先にある鬼怒川に注いでいる。沿道にはすずめ公園があるほか、沿道周辺には立沢公園がある。

### 路線データ
- 起点：守谷市久保ケ丘一丁目・つくばみらい市絹の台五丁目
- 終点：守谷市久保ケ丘四丁目・つくばみらい市絹の台六丁目

## 関連サイト
- 都市再生機構・常総ニュータウン北守谷
- 常総きらめき生活